# Tripp (Wisconsin)
Tripp es un pueblo ubicado en el condado de Bayfield en el estado estadounidense de Wisconsin. En el Censo de 2010 tenía una población de 231 habitantes y una densidad poblacional de 2,55 personas por km².

## Geografía
Tripp se encuentra ubicado en las coordenadas 46°37′28″N 91°22′29″O / 46.62444, -91.37472. Según la Oficina del Censo de los Estados Unidos, Tripp tiene una superficie total de 90.56 km², de la cual 90.04 km² corresponden a tierra firme y (0.57%) 0.52 km² es agua.

## Demografía
Según el censo de 2010, había 231 personas residiendo en Tripp. La densidad de población era de 2,55 hab./km². De los 231 habitantes, Tripp estaba compuesto por el 94.37% blancos, el 0% eran afroamericanos, el 0.87% eran amerindios, el 0.87% eran asiáticos, el 0% eran isleños del Pacífico, el 0% eran de otras razas y el 3.9% pertenecían a dos o más razas. Del total de la población el 0.43% eran hispanos o latinos de cualquier raza.